# Микколя
Микколя — озеро на территории Юшкозерского сельского поселения Калевальского района Республики Карелии.

## Общие сведения
Площадь озера — 3 км², площадь водосборного бассейна — 17 км². Располагается на высоте 131,3 метров над уровнем моря.
Форма озера лопастная, продолговатая: оно почти на четыре километра вытянуто с запада на восток. Берега изрезанные, каменисто-песчаные.
С юго-востока в Микколя втекает короткая протока из озера Большого, а с северо-востока — вытекает ручей, впадающий в озеро Пайве. Через Пайве протекает река Кепа, впадающая в озеро Кулянъярви, через которое протекает река Кемь.
В озере более десяти безымянных островов различной площади, однако их количество может варьироваться в зависимости от уровня воды.
К югу от озера проходит автодорога местного значения 86К-3 («Р21 Автомобильная дорога Р-21 „Кола“ — Калевала — Лонка»).
Код объекта в государственном водном реестре — 02020000911102000005902.